# JB noticias
JB noticias fue un programa humorístico de televisión peruano creado por el actor y comediante Jorge Benavides, emitido por Frecuencia Latina desde 1994 hasta 2001 en Lima, Perú. El programa trataba de imitaciones y parodias con personajes públicos, principalmente de la política y el espectáculo nacional e internacional.

## Historia
JB noticias inició con una cantidad reducida de actores el 15 de octubre de 1994 gracias a la popularidad del elenco, sketchs y personajes creados por Jorge Benavides. El programa obtuvo altos niveles de rating por sus imitaciones y caracterizaciones de personajes y situaciones de coyuntura, además de la introducción del programa. En el programa, Benavides creó a personajes como la Tía Gloria (inspirado en la exministra de Educación, Gloria Helfer), el Niño Arturito, el Negro Mama y la Paisana Jacinta. Su primera etapa se dio de 1994 a 1999, y se emitió de lunes a viernes por la tarde.
El programa dejó de emitirse en junio de 2001 luego de una disminución en el rating, impactado fuertemente por el escándalo de las prostivedettes expuesto por la periodista de espectáculos Magaly Medina en su programa Magaly TeVe en enero de 2000. En dicho escándalo, se incluía, además de la vedette Mónica Adaro, a Martha Vásquez Chávez, "Yesabella", integrante del programa.

## Sketchsrecurrentes
Sketchs basados en personajes políticos:
- Gloria (imitación de Gloria Helfer).
- La Última de Jorgito (imitación de Jorge del Castillo).
- Alberto Yukimori (imitación de Alberto Fujimori).
- Crases de ingrés con Susana (imitación de Susana Higuchi).
- Martha Hitlerman (imitación de Martha Hildebrandt).
- Mr President (imitación a Bill Clinton).

Sketchs basados en programas de televisión:
- Mascaly TeVe (parodia de Magaly TeVe).
- Pretina (parodia de Cristina).
- Taradina y Mongoteo (parodia de Karina y Timoteo).
- La Jugada Polémica (parodia de Polémica en el fútbol).
- Gente que busca cosas (parodia de Gente que busca gente).
- Pavorama/Panodrama (parodia del programa Panorama).
- Gloria en vivo (parodia del formato televisivo talk show).
- César Hitlerman (imitación de César Hildebrandt).
- Orejini / Humberto Martínez Mocasines (imitación de Humberto Martínez Morosini).
- Teletubos (parodia de Teletubbies).

Otros sketchs basados en personajes propios e imitaciones:
- El Niño Arturito.
- La paisana Jacinta.
- El Negro Mama.
- David Copperfield (imitación de David Copperfield).
- Luis Miguel y Carlota (imitación de Luis Miguel).
- Cholo Terco (imitación de Juan Carlos Oblitas).
- Cholinho (imitación de Julinho).
- Batman y Robin (parodia de Batman y Robin).
- Rambo (parodia de Rambo, personaje de Sylvester Stallone).
- Arnold, la máquina detectora de mentiras (parodia de Terminator, personaje de Arnold Schwarzenegger).

## Elenco
- Jorge Benavides (1994-2001)
- Carlos Vílchez (1994-2001)
- Hugo Loza (1996-2001)
- Álvaro González (1998-2001)
- Enrique Espejo (1994-2001)
- Manolo Rojas (2000-2001)
- Alfredo Benavides (2000-2001)
- Arturo Álvarez (2000-2001)
- Lucy Cabrera (1996-2001)
- Martha Vásquez Chávez "Yesabella" (1995-1999)
- Rubén Ferrando (1995-2000)
- Haydeé Cáceres (1996-1999)
- Christian Benavides (1995-2001)
- Mónica Cabrejos (1994-1997)/(1999-2000)
- Azucena del Río (1996-2000)
- Martín Farfán (1996-1998)
- Daysi Ontaneda (1999-2001)
- Claudia Danmert (1994)
- Carlos Velásquez (1994-1997)
- Elmer Alfaro (1994-1996)
- Marilú Montiel (1994-1995)
- Lucy Bacigalupo (1994-1996)[6]
- Rodolfo "Felpudini" Carrión (1994-1999)
- Tula Rodríguez (1997-1998)
- Mariella Zanetti (1994-1999)
- Teresa Espinoza (1996-2001)
- Sara Manrique (1999-2000)
- Rocío Polo (1999)
- Giuliana Herrera (2000-2001)
- Viviana Urrutia (2000-2001)

## Invitados especiales
En el programa también hubo invitados especiales y estos fueron:
- Yola Polastri (salió en el sketch de aniversario de su programa Hola Yola en 1996 con los personajes Jorgito y El Niño Arturito).
- La Chola Chabuca (personaje interpretado por Ernesto Pimentel) (salió en 1996 como invitado especial en un sketch de La Paisana Jacinta).
- Gianmarco (apareció como invitado especial en un sketch del personaje El Negro Mama).
- Gisela Valcárcel (apareció como invitada especial en un sketch de imitación a Luis Miguel que apareció con su exnovio).
- Augusto Ferrando (apareció como invitado especial en un sketch de Rambo).
- Agua Bella (aparecieron como invitadas especiales en un sketch de imitación a Luis Miguel)

## Legado
Rubén Ferrando falleció en el 2002 después del final de la primera temporada de La Paisana Jacinta, Yesabella siguió haciendo modelo en periódicos y calendarios, Hugo Loza y Lucy Cabrera se recuperaron de cáncer al estómago y Christian Benavides falleció a los 36 años en 2010.
De 2010 a 2011, se volvió a retransmitir JB Noticias por Latina Televisión durante la reprogramación de capítulos de La Paisana Jacinta. Durante los programas posteriores protagonizados por Benavides (El Especial del Humor, El wasap de JB, JB en Willax y JB en ATV), se volvieron a recrear parodias antiguas de JB Noticias como la reaparición de Carlota y Luis Miguel, El Niño Arturito, David Copperfield, la Tía Gloria (que hace un casting de telenovelas turcas y de dobles), las Crases de Ingrés, La doctora Pollo (parodia de Ana María Polo, con rasgos de su anterior personaje "Pretina").